# Antonio Lotti
Antonio Lotti (5 de janeiro de 1667 – 5 de janeiro de 1740) foi um compositor Italiano de música clássica.
Lotti nasceu em Veneza, seu pai Matteo foi Kapellmeister em Hanôver.
Em 1682, começou a estudar com Lodovico Fuga e Giovanni Legrenzi, na Basílica de São Marcos de Veneza. Lotti fez sua carreira primeiro como cantor alto (de 1689), depois como assistente do organista, como segundo organista(de 1692), (de 1704) como organista principal, e, finalmente, (de 1736) como maestro di cappella, cargo que ocupou até sua morte. 
Também escreveu música, e ensinava, o Ospedale degli Incurabili. Em 1717 foi-lhe dado permissão para ir a Dresden, onde várias de suas óperas foram produzidos, incluindo Giove em Argo, Teofane e Elementi quattro Li (todos com libretos de Antonio Maria Lucchini). Retornou a Veneza em 1719 e lá permaneceu até sua morte em 1740.
Lotti escreveu em uma variedade de formas, produzindo missas, cantatas, madrigais, cerca de trinta óperas e música instrumental. Suas obras sacras para coral são frequentemente acompanhados (a cappella). Seu trabalho é considerado uma ponte entre o barroco e o estilo clássico. Lotti influênciou compositores como Johann Sebastian Bach, George Frideric Handel, e Johann Dismas Zelenka, os quais possuíam cópias da missa de Lotti, a Missa Sapientiae. 
Lotti foi um professor notável, de Domenico Alberti, Benedetto Marcello, Baldassare Galuppi, Saratelli Giuseppe e Johann Dismas Zelenka entre seus alunos. 
Casou com a notável soprano Santa Stella.